# 阿羅黑德冰原島峰
82°34′S 157°22′E / 82.567°S 157.367°E
阿羅黑德冰原島峰（英語：Arrowhead Nunatak）是南極洲的冰原島峰，位於奧次地，處於沙利文冰原島峰東南面13公里，由新西蘭探險隊命名，現時由南極條約體系管理。